# Zjivyje i mjortvyje
Zjivyje i mjortvyje (russisk: Живые и мёртвые, dansk_: Levende og døde) er en sovjetisk spillefilm i to dele fra 1964 produceret af Mosfilm og instrueret af Aleksandr Stolper. Filmen havde premiere i Sovjetunionen den 22. februar 1964.
Filmen er baseret på Konstantin Simonovs roman af samme navn.  Filmen fik i 1967 en efterfølger, Vozmezdie, der var baseret på Simonovs anden del af romanen (Солдатами не рождаются, dansk: Soldater er ikke født). 
Filmen finder sted i perioden fra de første dage af den store patriotiske krig til midten af vinteren 1941-1942, før starten af de sovjetiske troppers modoffensiv ved Moskva. Filmen er et epos om de seks måneders katastrofale tilbagetog og det massive modangreb, der fulgte, og vises gennem en hovedpersonens persons opfattelse af begivenhederne. 

## Handling
Ivan Sintsov (Kirill Lavrov), en korrespondent for hærens militæravis, der var på ferie, vendte tilbage til sin enhed som en del af vestfronten med krigens begyndelse. Det lykkedes ikke at komme til tilbage til enheden; allerede i de første dage under det tyske angreb trak de sovjetiske tropper sig tilbage. I stedet for endte han på et samlingssted i byen Borisov, hvorfra han blev sendt til hovedkvarteret sammen med en anden officer. De gik ud på vejen for at blaffe til Orsja. En bil stopper, men en tysk fly angriber i samme øjeblik, og bilen ødelægges og den medrejsende officer bliver dræbt. Sintsov fortsætter sin rejse alene, og ender med at blive tilknyttet en anden militæravis i Mogilev og senere i Jelnia. Han møder en mand, der nægter at trække sig tilbage for fjende, hvilket inspirerer Sintsov. Efter at have mistet alle sine dokumenter, herunder partibogen, går den tidligere højtstående politiske instruktør i kamp som menig i tillid til, at han er forpligtet til at gøre netop det.

## Medvirkende
- Kirill Lavrov som Ivan Sintsov
- Viktor Avdjusjko som Sjestakov
- Anatolij Papanov som Serpilin
- Aleksej Glazyrin som Malinin
- Oleg Jefremov som Ivanov